# بایول (اورن)
بایول (به فرانسوی: Bailleul) یک کمون (فرانسه) در فرانسه است که در canton of Trun واقع شده‌است. بایول ۱۶٫۶۷ کیلومتر مربع مساحت دارد ۱۷۷ متر بالاتر از سطح دریا واقع شده‌است.